# Inmigración china en Japón
La inmigración china en Japón consiste en emigrantes de la República Popular China y la República de China, y las dinastías imperiales anteriores a Japón y sus descendientes. Tienen una historia que se remonta a siglos.

## Población y distribución
| Estado de residencia | Estado de residencia                                    | Número de personas |
| --- | ------------------------------------------------------- | ------------------ |
| Residente permanente | Residente permanente                                    | 225 605            |
| Cónyuge o hijo de residente permanente | Cónyuge o hijo de residente permanente                  | 11 889             |
| Residente | Estudiante                                              | 108 331            |
| Residente | Entrenamiento técnico interno                           | 89 086             |
| Residente | Dependiente                                             | 64 492             |
| Residente | Especialista en humanidades / servicios internacionales | 60 504             |
| Residente | Otros                                                   | 44 027             |
| Cónyuge o hijo del japonés nacional | Cónyuge o hijo del japonés nacional                     | 34 010             |
| Residente a largo plazo * | Residente a largo plazo *                               | 26 626             |
| Residente permanente especial # | Residente permanente especial #                         | 1277               |
| Total | Total                                                   | 665 847            |
| * Los que estén autorizados a residir en Japón con un período de estancia designado por el ministro de Justicia en consideración de circunstancias especiales. # Un residente permanente especial previsto en la Ley Especial sobre el control de la inmigración de Inter Alia, los que han perdido la nacionalidad japonesa de conformidad con el Tratado de Paz con Japón (Ley Nº 71 de 1991). |                                                         |                    |

La mayoría de los chinos, o descendientes de inmigrantes chinos, que viven en Japón residen en ciudades importantes como Osaka, Yokohama y Tokio, aunque también hay poblaciones significativas en otras áreas, ya que las políticas gubernamentales de inmigración atraen cada vez más a los trabajadores a "programas de capacitación", las universidades buscan un número creciente de estudiantes internacionales y los chinos ven oportunidades de negocios. El primer barrio chino reconocido de Japón estaba en Nagasaki, desarrollándose en la década de 1680 cuando las prerrogativas económicas significaban que el shogunato necesitaba restringir y controlar el comercio en mayor medida que anteriormente. Antes de esto, había habido un número grande de comunidades chinas en el oeste del país, formado por los piratas, los comerciantes y también la gente que cabía en ambas categorías.[cita requerida] En el siglo XIX, los conocidos barrios chinos de Yokohama y Kōbe se desarrollaron, y todavía están prosperando hoy, aunque la mayoría de los chinos en Japón viven fuera de los barrios chinos en la comunidad regular. Las comunidades son atendidas por escuelas chinas que enseñan el idioma chino, y un número pequeño pero creciente de japoneses estudian chino tanto en escuelas públicas como en academias privadas.
La comunidad china ha sufrido un cambio dramático desde que la China permitió más libertad de movimiento de sus ciudadanos, pero debe notarse que los ciudadanos de las nacionalidades de Taiwán, Singapur y de Hong Kong no se cuentan en estas cifras. Un estudio que se llevó a cabo en 1995 estimó que la población china de Japón era de 150 000, entre los que entre 500 00 y 100 000 podían hablar chino. En el 2000, las estadísticas gubernamentales japonesas revelaron que había 335 575 chinos en Japón. Las estadísticas demográficas actuales revelan que estos números han alcanzado sobre 600 000 inmigrantes legales, aunque hay probablemente también una población significativa, aunque de número desconocido, de inmigrantes ilegales.[cita requerida] Un número significativo de chinos obtienen la nacionalidad japonesa cada año y por lo tanto desaparecen de estas cifras. Como la nacionalidad japonesa, como Francia, no registra etnicidad, una vez que una persona ha nacionalizado, son simplemente japoneses, por lo que la categoría de chino-japonés no existe en la misma era como lo haría en un país que reconoce la etnicidad. Por lo tanto, el número de japoneses que son de ascendencia china no está claro.

## Historia

### Era premoderna
Los inmigrantes originales de las islas japonesas probablemente vinieron del sur, pero hace alrededor de 2300 años, un número creciente provino de lo que ahora es China y Corea. Estos no fueron todos anónimos, una leyenda china de procedencia incierta indica que Xu Fu, un brujo de la corte de la Dinastía Qin, fue enviado por Qin Shi Huang a la Montaña Penglai (Monte Fuji) en el 219 a. C. para recuperar un elixir de la vida. Xu no pudo encontrar ningún elixir de la vida y se mostró reacio para regresar a China porque sabía que iba a ser condenado a muerte, Xu se quedó en Japón. Se piensa que otros inmigrantes incluyen movimientos de población importantes como el del clan Hata.
Sin embargo, el primer visitante chino verificable fue el misionero budista Hui Shen, cuya visita del 499 a una isla al este de China conocida como Fusang, típicamente identificada con el Japón moderno, fue descrita en el siglo VII de Liang Shu.
Según el Shinsen Shōjiroku (815), 176 familias aristocráticas chinas vivían en Japón.
Los chinos también se han establecido en Okinawa durante el periodo Sanzan, a la invitación de los reyes del Ryukyuan; estos eran asesores reales de alto nivel que vivían en la aldea de Kumemura, por ejemplo, afirman que todos descendían de inmigrantes chinos.

### Era moderna
Durante las eras Meiji y Taishō, se estima que hasta 100 000 estudiantes chinos vinieron a estudiar en Japón. Japón estaba más cerca de China culturalmente y en distancia que las alternativas americanas y europeas. También era mucho más barato. En 1906 solamente, más de seis mil estudiantes chinos estaban en Japón. La mayoría de ellos residía en el distrito de Kanda en Tokio.

### Después de la Segunda Guerra Mundial
El término shin-kakyō se refiere a personas de ascendencia china que emigraron a Japón desde Taiwán y la China continental.

## Grupos

### Estudiantes extranjeros

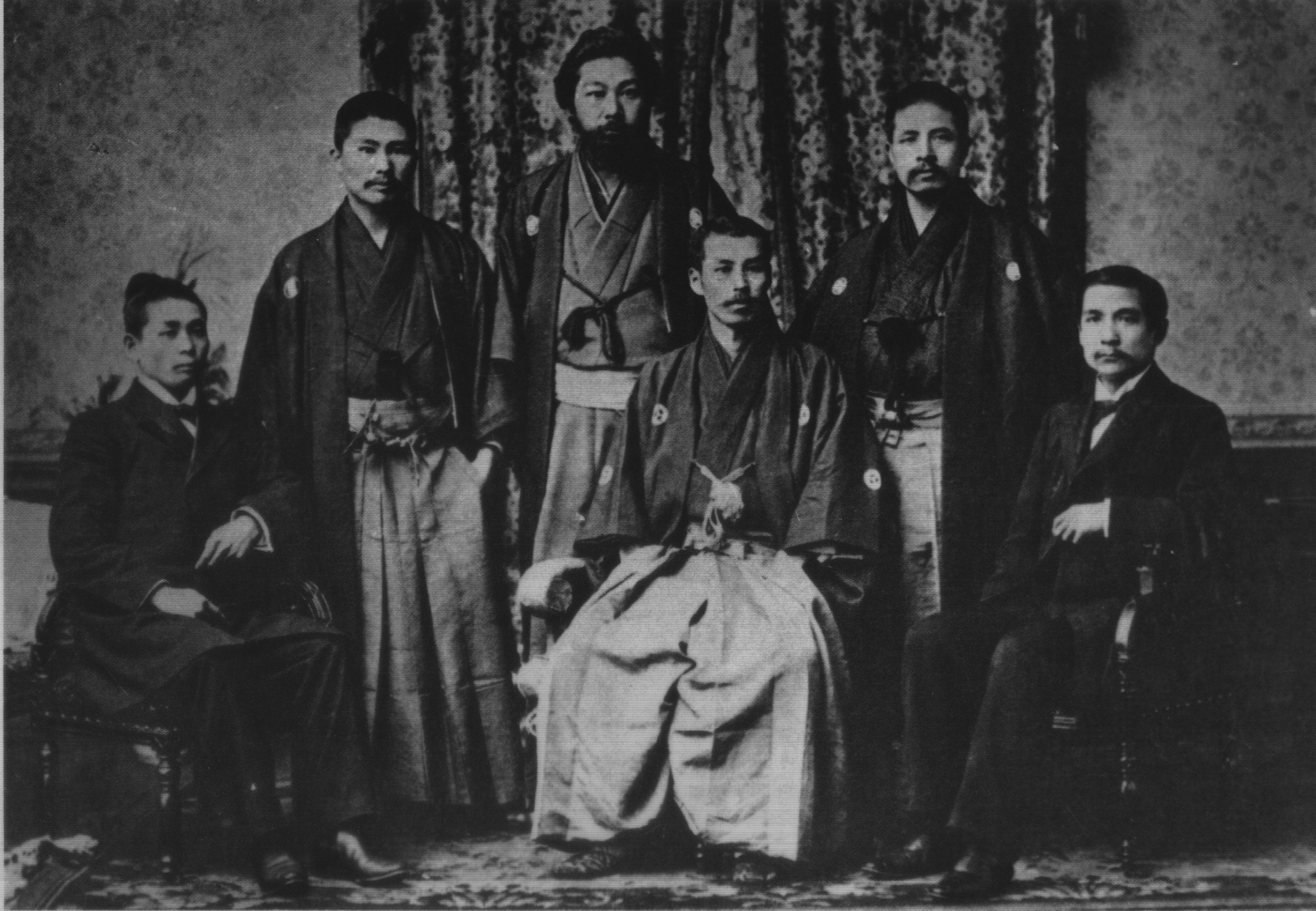
Sun Yat-sen (extremo derecho) con sus amigos japoneses en Tokio, 1900.

Muchos intelectuales chinos famosos han estudiado en Japón, entre ellos Sun Yat-sen, Lu Xun y Zhou Enlai.

### Trabajadores
El "plan de entrenamiento" industrial usado para traer trabajadores chinos a Japón ha sido criticado por los abogados como explotación, después de varias muertes.

### Otros
Muchos huérfanos de guerra japoneses dejados atrás en China después de la Segunda Guerra Mundial han emigrado a Japón con la ayuda del gobierno japonés, trayendo consigo a sus cónyuges e hijos chinos.

## Cultura

### Gastronomía
Los restaurantes chinos en Japón sirven un estilo bastante distinto de la gastronomía china. Aunque en el pasado la gastronomía china hubiera estado disponible principalmente en los barrios chinos como las de las ciudades portuarias de Kōbe, Nagasaki o Yokohama, la gastronomía china de estilo japonés ahora comúnmente está disponible en todo Japón. Como los restaurantes japoneses a menudo se especializan en un solo tipo de plato, la gastronomía se centra principalmente en los platos que se encuentran dentro de tres tipos distintos de restaurantes: restaurantes ramen, casas dim sum y restaurantes estándar de estilo chino.

## Educación

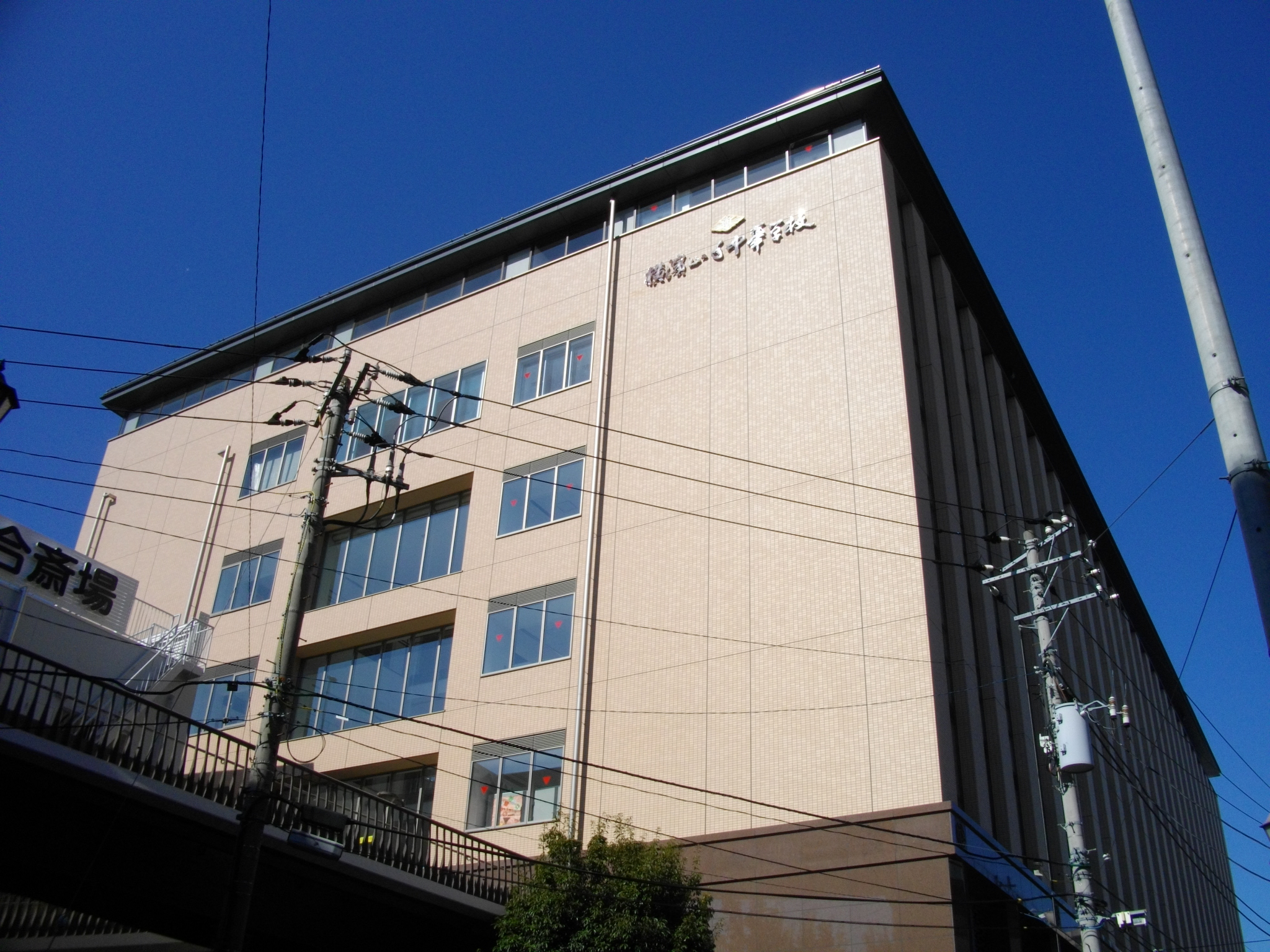
Yokohama Yamate Chinese School.

A partir del 2008 hay cinco escuelas chinas en Japón: dos en Yokohama y una en Kōbe, Osaka, y Tokio c/u. Tres están orientadas hacia la República de China en Taiwán, mientras que dos están orientadas hacia la China continental. En japonés las escuelas orientadas a China son llamadas tairiku-kei, y las escuelas orientadas a Taiwán son llamadas taiwan-kei. Las escuelas orientadas a Taiwán enseñan chino tradicional y bopomofo, mientras que las escuelas orientadas a la China continental enseñan chino simplificado y hanyu pinyin. Las escuelas orientadas a Taiwán, para el 2008, también comenzaron a enseñar chino simplificado.
A partir de 1995, la mayoría de los profesores de estas escuelas son personas de origen chino que nacieron en Japón. Para ese año había cada vez más familias japonesas enviando a sus hijos a escuelas chinas. Otros estudiantes de las escuelas chinas son japoneses con una mezcla de padres chino-japoneses, niños japoneses con padres chinos y retornados del extranjero.

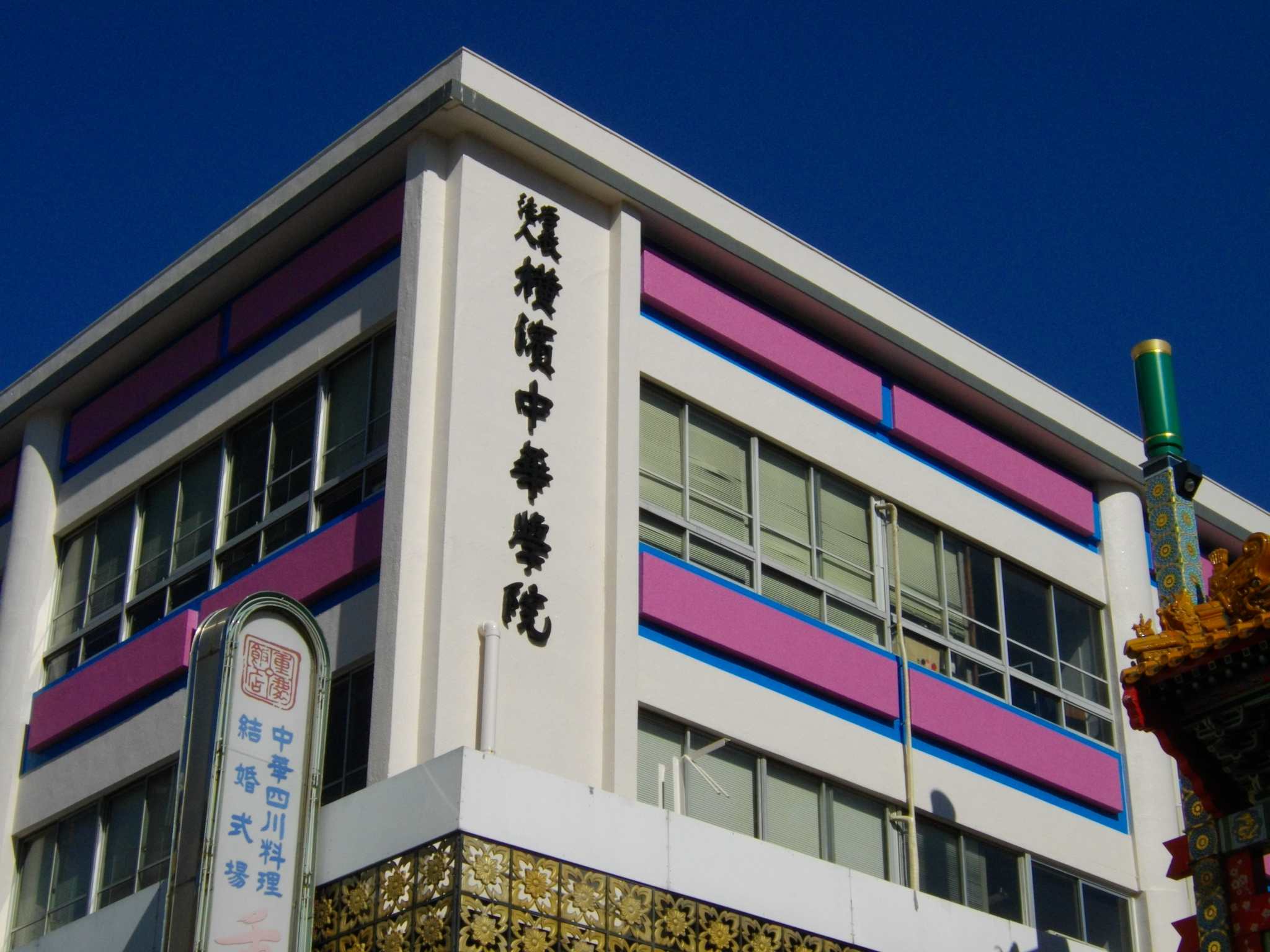
Yokohama Overseas Chinese School.

Sun Yat-sen estableció la Yokohama Yamate Chinese School en 1898. En 1952 se dividió en la Yokohama Yamate Chinese School, alineada con la China continental, y la Yokohama Overseas Chinese School alineada con Taiwán. La Kobe Chinese School también está orientada hacia la China continental. La Osaka Chinese School está situada en Naniwa-ku, Osaka. Hay también la Tokyo Chinese School.

## Medios de comunicación
El Chūnichi Shinpo, un periódico quincenal, se publica en chino y japonés. El Chūbun y el Zhongwen Dabao, ambos periódicos semanales, y cerca de 28 otros periódicos chinos se publican en Tokio. Además el Kansai Kabun Jihō, publicado en chino y japonés, se basa en el área de Osaka.

## Cuestiones

### Relaciones étnicas
Durante su tiempo en el cargo, el exgobernador de Tokio, Shintarō Ishihara, usó públicamente términos polémicos como el sangokujin para referirse a los taiwaneses que permanecían ilegalmente en Japón, e implicaba que podrían participar en disturbios y saqueos después de un desastre.

Me refiero a los "muchos sangokujin que entraron ilegalmente en Japón". Pensé que algunas personas no sabrían esa palabra así que la parafraseé y usé gaikokujin, o extranjeros. Pero era un día de fiesta del periódico así que las agencias de noticias cogieron conscientemente la parte del sangokujin, causando el problema.

...Después de la Segunda Guerra Mundial, cuando Japón perdió, los chinos de origen taiwanés y la gente de la península coreana persiguieron, robaron y a veces golpearon a los japoneses. Es en ese momento la palabra fue utilizada, por lo que no era despectiva. Más bien, teníamos miedo de ellos.

...No hay necesidad de disculpas. Me sorprendió que hubo una gran reacción a mi discurso. Con el fin de no causar ningún malentendido, decidí que ya no usaría esa palabra. Es lamentable que la palabra haya sido interpretada en la forma en que lo fue.

## Individuos notables
Esta es una lista de los expatriados chinos en Japón y los ciudadanos japoneses de ascendencia china.

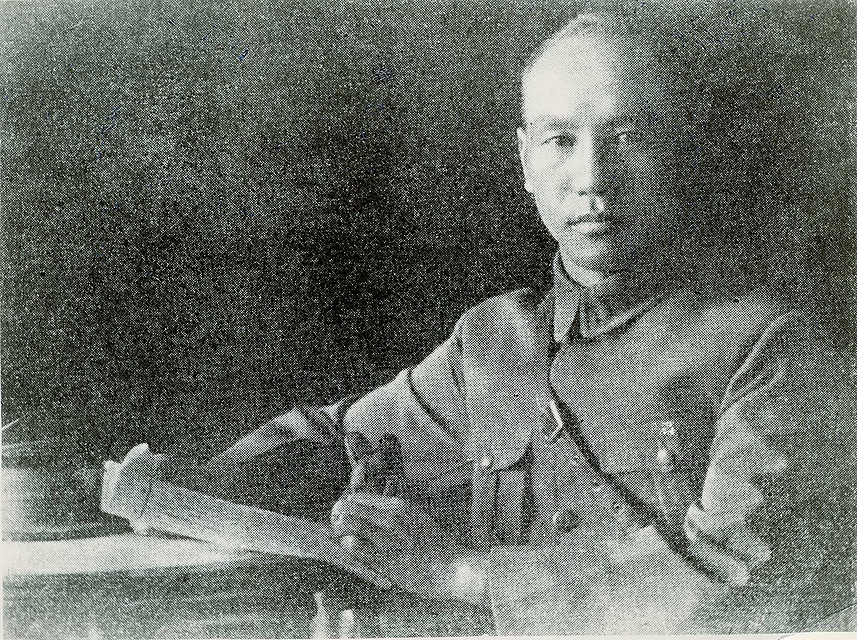
General Chiang Kai-shek, Líder del partidop KMT.

### Principio delsigloXX
- Chen Kenmin, chef considerado como el "padre de la gastronomía de Sichuan" en Japón y padre de Chen Kenichi.
- Go Seigen, jugador profesional de go.
- Sun Yat-sen, político y revolucionario que fundó el Kuomintang y fue el primer Presidente de la República de China. También vivió en los EEUU.
- Lu Xun, escritor considerado como "padre de la literatura china moderna".
- Qiu Jin, pionera del feminismo en China durante los últimos años de la dinastía Qing.
- Shosei Go, jugador de baloncesto profesional.
- Chiang Kai-shek, político y general que llegaría a ser Presidente de la República de China.
- Song Jiaoren, figura revolucionaria y política, fundador del Tongmenghui.
- Jiang Baili, general.
- Guo Moruo, poeta y figura política del Partido Comunista de China.
- He Yingqin, general.
- Wang Jingwei, figura revolucionaria y política que llegaría a presidir un gobierno títere pro-japonés en China durante la Segunda Guerra Mundial.
- Tai Chi-tao, figura política.
- Chen Duxiu, cofundador del Partido Comunista de China.
- Li Dazhao, cofundador del Partido Comunista de China.
- Zhou Zuoren, escritor.
- Huang Fu, general y político.
- Chen Qimei, revolucionario.
- Zhou Enlai, político y revolucionario que fue Ministro de Exteriores y Primer Ministro de la República Popular China.

### Final delsigloXX
- Momofuku Andō, fundador japonés de Nissin Foods.
- Chen Kenmin, cocinero del estilo Sichuan, nacido en Sichuan en Japón.
- Chen Kenichi, hijo de Chen Kenmin, también cocinero del estilo Sichuan y participante de más larga trayectoria en la feria de cocina japonesa Iron Chef.
- Chire Koyama, jugador de tenis de mesa, conocido anteriormente como He Zhili.
- Agnes Chan, cantante de pop, profesora y escritora.
- Rissei Ō, jugador profesional de go.
- O Meien, jugador profesional de go.
- Sadaharu Oh, beisbolista profesional taiwanés.
- Rin Kaiho, jugador profesional de go.
- Cho U, jugador profesional de go.
- Chin Shunshin, novelista.
- Judy Ongg, actriz, cantante, autora y artista de grabados en madera.
- Teresa Teng, cantante taiwanesa de pop.
- Yinling, modelo en traje de baño, modelo promocional, cantante y exluchadora profesional.
- Kimiko Yo, actriz japonesa galardonada con nacionalidad de la República de China (Taiwán).

### sigloXXI
- Mo Bangfu, autor.
- Emi Suzuki, modelo femenina (inmigrante).
- Kaito Nakahori, compositor (½ chino, ½ japonés).
- Wei Son, modelo femenina (inmigrante).
- Leena, modelo femenina (inmigrante).
- Qian Lin y Li Chun, cantantes.
- Rola Chen, modelo.

## Lectura adicional
- Chen, Lara Tien-shi. "Chinese in Japan". Encyclopedia of Diasporas. Springer US, 2005, Part III, pp 680–688. doi: 10.1007/978-0-387-29904-4 70. Print ISBN 978-0-306-48321-9, Online ISBN 978-0-387-29904-4.
- Le Bail, Hélène. "SKILLED AND UNSKILLED CHINESE MIGRANTS IN JAPAN". Les cahiers d’Ebisu. Occasional Papers N.º 3, 2013, pp. 3–40. French Research Institute on Japan, Maison Franco-Japonaise (日仏会館).
- Shao, Chunfen. "Chinese Migration to Japan, 1978-2010: Patterns and Policies" (Part IV: Chinese Migration in Other Countries: Chapter 11). "A Biographical Study of Chinese Immigrants in Belgium: Strategies for Localisation." In: Zhang, Jijiao and Howard Duncan. Migration in China and Asia: Experience and Policy (Volume 10 of International Perspectives on Migration). Springer Science & Business Media. ISBN 940178759X, 9789401787598. Start p. 175.